# حصن الأسود
 قلعه أسود  (به عربی: حصن الأسود) بمعنای:
(قلعه شیرها)، قلعه أی تاریخی و یکی از دژهای مشهور منطقهٔ ظاهره در کشور پادشاهی عمان است .
ویکی از (نقاط دیدنی سلطنت عمان) به‌شمار می‌آید.
 قلعه أسود  یا ( قلعه شیرها )، در شهرستان عبری به عربی ( ولایة عبری )، در استان ظاهره واقع شده‌است. قلعه روی تپه أی بلند ساخته شده‌است وبر فراز دره أسود قرار دارد که از مسافت دوری نمایان است. تاریخ بنای قلعه به سال ۹۷۲ هجری قمری بر می‌گردد. قلعه شامل چهار برج به شرح زیر است:
- برج الریح
- برج المراقبة والمطامر
- برج ا لصباح
- برج سلیمان

واز آنجا که معلوم است ایجاد تعدد أبراج واستحقامات وفتحات وتیرکش تیر اندازی وجاهای نگهبانان برای حفاظت از منطقه ایجاد نموده بوده أند و به‌طور شبانه روزی نگهبانان در این برج‌ها کشیک می‌داده أند. «قلعه أسود» قلعهٔ ایست با موقعیت بسیار عالی سوق الجیشی که برفراز «تپهٔ» بلندی ما بین کوه و دره و در امتداد راه دو شهر مهم آن دوران عبری و بریمی واقع شده بوده‌است و نقش برجسته أی در راه بازارگانی وکالاهای تجارتی داشته بوده‌است. چنانکه این دوشهر در عصور وسطی وتا ظهور فجر اسلام نقش ایفایی بر سر راه شرق و جنوب داشته بوده‌است، و «حصن الأسود» یکی از مهمترین معاقل آن دوران بوده‌است. این قلعه از قدیمی‌ترین دژهای دفاعی منطقه ظاهره عمان است.